# Штайнен (Швиц)
Штайнен (нем. Steinen SZ) — коммуна в Швейцарии, в кантоне Швиц. 
Входит в состав округа Швиц. Население составляет 3041 человек (на 31 декабря 2007 года). Официальный код  —  1373.